# Gelastocera ochroleucana
Gelastocera ochroleucana är en fjärilsart som beskrevs av Otto Staudinger 1887. Gelastocera ochroleucana ingår i släktet Gelastocera och familjen trågspinnare. Inga underarter finns listade i Catalogue of Life.